# Tak! Dla Polski
Tak! Dla Polski – polski ruch samorządowy założony 31 sierpnia 2020 w Gdańsku. Jest największym stowarzyszeniem skupiającym działaczy samorządowych w Polsce. Powstało jako ponadpartyjna platforma opozycyjna wobec ówczesnych rządów Prawa i Sprawiedliwości.

## Historia
Stowarzyszenie zostało założone 31 sierpnia 2020 w Gdańsku, w 40. rocznicę podpisania porozumień sierpniowych. Do rejestru stowarzyszeń zostało wpisane 6 października tego samego roku (początkowo pod nazwą Stowarzyszenie „Samorządy dla Polski”, następnie jako Stowarzyszenie „Ruch Samorządowy – Tak! Dla Polski”). 15 grudnia 2021 w Poznaniu odbyła się konwencja zjednoczeniowa, której zadaniem było połączenie siedmiu stowarzyszeń lokalnych i wybór zarządu. Prezesem zarządu został prezydent Sopotu Jacek Karnowski, który przed wyborami parlamentarnymi w 2019 reprezentował sprawy samorządu w sztabie Koalicji Obywatelskiej. Do ruchu T!DP przystąpili głównie samorządowcy bezpartyjni oraz należący do Platformy Obywatelskiej, we władzach znaleźli się również przedstawiciele Polskiego Stronnictwa Ludowego i Polski 2050, początkowo także działaczka Nowej Lewicy.
21 listopada 2022 wraz z trzema innymi dotychczasowymi radnymi klubu PiS w sejmiku (m.in. byłą wiceminister rodziny, pracy i polityki społecznej Aliną Nowak) do stowarzyszenia dołączył marszałek województwa śląskiego Jakub Chełstowski. Radni ci utworzyli klub „Tak! Dla Polski” w sejmiku, co poskutkowało utratą przez Prawo i Sprawiedliwość władzy w tym województwie. 25 września 2023 klub ten został rozwiązany w wyniku przystąpienia jego członków do klubu radnych KO.
W wyborach parlamentarnych w 2023 grupa działaczy ruchu (w tym jego prezes Jacek Karnowski) wystartowała do Sejmu z list Koalicji Obywatelskiej. Lider ruchu Jacek Karnowski uzyskał mandat, podobnie jak zasiadające w radzie T!DP, należący do PO Patryk Gabriel (dotychczasowy wicestarosta powiatu starogardzkiego), Magdalena Kołodziejczak (dotychczasowa wójt gminy Pruszcz Gdański) i Elżbieta Polak (dotychczasowa marszałek województwa lubuskiego). Ponadto reelekcję w wyborach do Senatu, startując z własnych komitetów (w ramach tzw. paktu senackiego), uzyskali inni członkowie rady T!DP – Zygmunt Frankiewicz (dotychczas KO) i Wadim Tyszkiewicz, którzy zasiedli w Kole Senackim Niezależni i Samorządni.
Komitety wyborcze wyborców nawiązujące do T!DP w wyborach samorządowych w 2024 wystartowały do trzech rad powiatów (Tak! Dla Powiatu Gdańskiego, Tak dla Powiatu Oleśnickiego i Tak! Dla Powiatu Sztumskiego) oraz do niektórych rad gmin. W radach powiatów uzyskały 3 mandaty – w tym 2 w powiecie sztumskim, gdzie Leszek Sarnowski z PO utrzymał stanowisko starosty (PO startowała tam z list T!DPSz, podczas gdy komitety w dwóch pozostałych powiatach startowały w konkurencji do KO).

## Program i aktywność
Według 21 tez samorządowych ruch postuluje między innymi pełne prawo wspólnoty samorządowej do samodzielnego decydowania o całokształcie spraw lokalnych, budowę solidarnej i otwartej społeczności lokalnej oraz przekształcenie Senatu RP w Izbę Samorządową. Podkreślana jest rola zwiększenia uprawnień samorządów, współpracy pomiędzy nimi, decentralizacji, wsparcia idei społeczeństwa obywatelskiego, rozwoju edukacji i budownictwa, troski o środowisko. Od początku powstania ruchu sprzeciwia się on centralizacji władzy prowadzonej przez rząd Mateusza Morawieckiego oraz zmniejszaniu dochodów samorządów.
T!DP udziela się podczas inicjatyw związanych z interesami władz lokalnych. Zorganizowano również protest samorządów, mający „radykalnie zwrócić uwagę na pogarszającą się sytuację finansową polskich samorządów” poprzez zgaszenie świateł w wybranych obiektach użyteczności publicznej. Udział w akcji wzięło ponad 40 podmiotów. 
Organizacja angażuje się w stanowienie prawa poprzez przygotowywanie projektów ustaw, np. projektu ustawy o zmianie ustawy o dochodach jednostek samorządu terytorialnego. Osiągnięciem ruchu jest Biała Księga, czyli zbiór rekomendacji i zmian prawnych w związku z przybyciem do Polski ponad 3 milionów uchodźców z Ukrainy. Poprzez wystosowanie apelu odwołany został prezes Wód Polskich, Przemysław Daca. Media stowarzyszenia publikują stanowiska w sprawie kontrowersji życia publicznego, np. Druku 886, kryzysu władzy sądowniczej, inflacji. 
Ruch wraz z partiami opozycyjnymi omówiły 29 maja 2023 program samorządowy dla Polski. Liderzy ugrupowań – Donald Tusk (PO), Szymon Hołownia (Polska 2050), Włodzimierz Czarzasty (NL) i Władysław Kosiniak-Kamysz (PSL) zadeklarowali wprowadzenie wypracowanych postulatów w życie w ciągu roku od ewentualnego przejęcia władzy w Polsce. Postulaty dotyczą stabilności gospodarczej samorządu, jego kompetencji w kwestiach szkolnictwa, ochrony zdrowia oraz klimatu. 27 czerwca tego samego roku rozpoczęto konsultacje społeczne wokół tych propozycji.

## Władze[13]

### Zarząd
Prezes:
- Jacek Karnowski (poseł na Sejm X kadencji, sekretarz stanu w Ministerstwie Funduszy i Polityki Regionalnej, były prezydent Sopotu)

Wiceprezes:
- Dorota Zmarzlak (była wójt gminy Izabelin)

Sekretarz generalny:
- Tadeusz Truskolaski (prezydent Białegostoku, PO)

Przewodniczący Komisji Rewizyjnej:
- Emilian Stańczyszyn (były m.in. marszałek województwa dolnośląskiego i burmistrz Polkowic, Wszystko dla Gdańska)

Pozostali członkowie:
- Arkadiusz Chęciński (prezydent Sosnowca, PO)
- Magdalena Czarzyńska-Jachim (prezydent Sopotu, Sopot dla Ciebie)
- Aleksandra Dulkiewicz (prezydent Gdańska, Wszystko dla Gdańska)
- Katarzyna Gołębiowska-Jarek (wójt gminy Dąbrowa)
- Artur Kozioł (przewodniczący rady miejskiej Wieliczki, były burmistrz tego miasta)
- Krzysztof Kosiński (prezydent Ciechanowa, PSL)
- Mirosław Lech (wójt gminy Korycin, Polska 2050)
- Marta Majewska (burmistrz Hrubieszowa)
- Anna Mieczkowska (prezydent Kołobrzegu, PO)
- Elżbieta Polak (posłanka na Sejm RP, była marszałek województwa lubuskiego, PO)
- Wioleta Strzemkowska-Konkolewska (starosta powiatu starogardzkiego)

### Kierownictwo Rady Politycznej
Przewodniczący:
- Rafał Trzaskowski (prezydent Warszawy, PO)

Wiceprzewodniczący:
- Adam Struzik (marszałek województwa mazowieckiego, PSL)

Sekretarz generalny:
- Tadeusz Truskolaski (prezydent Białegostoku)